# ForkLog
ForkLog (также ФоркЛог) — ForkLog — международное интернет-издание о криптовалютах и технологии блокчейн. Основано 25 августа 2014 года предпринимателем Анатолием Капланом.  
ForkLog ежедневно публикует новости биткоин-индустрии, выпускает аналитические статьи и спецпроекты с известными брендами, включая Binance и Tezos. 
В рамках проекта работает одноименный Youtube-канал и платформа для корпоративных и пользовательских блогов Community Hub. 
В 2021 году ForkLog удостоился премии «Медиапортал десятилетия» по версии Blockchain Awards. Согласно нескольким исследованиям, журнал занимает первое место по посещаемости среди криптовалютных СМИ в рунете. 
На сайте ForkLog указано, что изданием управляет эстонская компания ForkLog Group OÜ. При этом в подкасте «Базовый блок» шеф-редактор Никита Штерингард подчеркнул, что сотрудники журнала работают по всему миру.
В 2022 году ForkLog заблокировали в России из-за антивоенных заявлений на фоне российского вторжения в Украину. Согласно данным реестра запрещенных сайтов «Роскомсвободы», доступ к сайту разблокировали в начале сентября 2022 года.

## Название проекта
Название проекта состоит из двух основных частей Fork и Log. Fork — альтернативная ветка развития программного обеспечения. В биткоин-индустрии форками называют криптовалюты на базе исходного кода других криптовалют. Log — бортовой журнал, хронология событий. Таким образом, концепция названия ForkLog заключается в документировании истории биткоина и других цифровых валют. 

## История
В августе 2014 года Анатолий Каплан придумал название ForkLog, зарегистрировал доменное имя и запустил первую версию сайта. Журнал отмечает день рождения 25 августа.
С 2016 года ForkLog ежегодно проводит опрос «Биткоин и другие криптовалюты в нашей жизни» — одно из самых репрезентативных исследований криптовалютного сообщества в рунете. Результаты последнего опроса были опубликованы в конце 2022 года. 
В конце 2016 года ForkLog запустил англоязычную версию издания на домене forklog.media — она проработала вплоть до 2020 года. 
В 2017 году ForkLog запустил одноименный Youtube-канал, на базе которого с начала пандемии коронавируса начали проводить онлайн-конференции. 
В 2019 году ForkLog стал соорганизатором международной отраслевой конференции BlockchainUA в Киеве, а в 2021 году — ее генеральным медиапартнером. Журнал также стал генеральным медиапартнером криптовалютного форума Blockchain Life 2021 в Москве. 
В начале 2020 года ForkLog заключил партнерство с аналитической платформой CoinGecko.
Начиная с 2020 года издание выпускает ежемесячные отчеты «Индустрия в цифрах», в которых оценивает изменения ключевых показателей на рынке криптовалют.
В 2021 году журнал запустил проект об индустрии искусственного интеллекта под названием ForkLog AI. 
В 2021 году в честь своего дня рождения ForkLog выпустил собственную коллекцию NFT. В ходе аукциона на платформе OpenSea токены коллекции удалось продать за общую сумму 6,74 WETH (около $25 000 на тот момент).
12 сентября 2022 года начала работу версия ForkLog на украинском языке.
В конце октября 2022 года платформу ForkLog HUB переименовали в Community Hub, изменилась и концепция проекта.

### Преследование в Украине
15 декабря 2017 года представители главного следственного управления Службы безопасности Украины провели обыски в квартире и офисе Анатолия Каплана в Одессе. Основанием для обыска послужило уголовное производство против группы лиц из США и Украины, которые, по данным следствия, якобы осуществляли обмен биткоинов на украинскую гривну через сайт ForkLog с целью перечисления средств на территорию Донецка, Крыма и Российской Федерации. В СБУ обвиняли Каплана в сотрудничестве с российскими силовыми структурами, а также работе с председателем правления Сбербанка над построением российской системы переводов денежных средств с использованием технологии «блокчейн». Представители ForkLog отрицали обвинения, указывая на то, что на сайте невозможно проводить подобные операции.
При этом сотрудники СБУ попытались получить доступ к криптовалютным кошелькам Каплана и вывести его активы на свои адреса прямо во время обыска. Уже на следующий день после изъятия компьютерной техники, принадлежащей Каплану, на сторонний адрес с его личного кошелька неизвестные все же перевели монеты эфира на сумму свыше $200 000.
В сентябре 2019 года следственный судья Шевченковского районного суда города Киев снял арест с имущества, изъятого в 2017 году.

### Блокировка в России
Утром 24 февраля 2022 года редакция ForkLog сообщила о возможной приостановке работы для обеспечения безопасности своих сотрудников в Украине. Вечером того же дня  редакция опубликовала первое антивоенное заявление и призвала помочь Украине. 
11 апреля Роскомнадзор заблокировал forklog.com на территории России после неоднократных заявлений редакции, осуждающих российское вторжение в Украину и преступления российских военнослужащих. 
В начале июня ведомство ограничило доступ к зеркалу журнала ForkLog. Общественный проект по защите цифровых прав Роскомсвобода назвал блокировку актом военной цензуры. Доступ к сайту в России разблокировали в начале сентября 2022 года. 

### Рейтинги и посещаемость
Согласно исследованию Bits Media от лета 2020 года, ForkLog занял первое место по посещаемости среди СМИ о криптовалютах на русском языке. Авторы исследования использовали данные SimilarWeb и Alexa. 
В июне 2020 года ForkLog опубликовал собственное исследование посещаемости криптовалютных СМИ. Журнал занял четвертое место среди всех отраслевых изданий в мире, уступив лишь англоязычным Cointelegraph, CoinDesk и NewsBTC. По данным компании «Медиалогия», ForkLog также занял шестое место среди самых цитируемых медиаресурсов финансовой отрасли за I квартал 2020 года.

### Проекты журнала[24]
- Журнал ForkLog — журнал о биткоине, технологии блокчейн и цифровой экономике. Ежедневно публикует новости и аналитику про рынок криптовалют.
- ForkLog UA — журнал о биткоине и цифровой экономике на украинском языке.
- Community Hub — специальная площадка для общения криптосообщества, которая соединяет компании и пользователей. Контент на площадке выходит без цензуры.
- Forklog AI — журнал об искусственном интеллекте, нейронных сетях и машинном обучении.

## Награды
В 2017 году проект получил премии:
- Russian Crypto Awards;
- BTC Awards 2017 CIS.

В 2021 году ForkLog удостоился премии «Медиапортал десятилетия» по версии Blockchain Awards.